# Ernesto Oliveira
Ernesto Nogueira Oliveira (Lisboa, 28 de julho de 1921 — 24 de fevereiro de 2016) foi um futebolista português, que jogou como guarda-redes e que representou a Seleção Portuguesa de Futebol na época 1950-1951.

## Carreira
Ao longo da sua carreira, Ernesto Oliveira jogou como guarda-redes de futebol do Atlético Clube de Portugal, tendo também jogado pela Seleção Portuguesa de Futebol em seis jogos da época 1950-51. Além do futebol, também foi basquetebolista ao serviço do Atlético.

### Atlético Clube de Portugal
Ernesto Oliveira iniciou a sua carreira no Atlético Clube de Portugal a 12 de maio de 1946, como guarda-redes, em jogo a contar para a 20.ª jornada da Primeira Divisão de 1945–46, que terminou num empate a uma bola contra a União Desportiva Oliveirense. Defendeu continuamente as cores desta equipa até à época 1955-56, num total de 133 jogos para o Campeonato Nacional da 1ª Divisão, tendo alcançado um terceiro lugar em 1949-50 e duas finais da Taça de Portugal (1946 e 1949).

### Seleção Portuguesa de Futebol
Ele estreou-se na Seleção Portuguesa de Futebol a 14 de maio de 1950, num jogo no Estádio Nacional do Jamor contra Inglaterra, o qual Portugal perdeu por 3-5. Jogou mais cinco partidas amigáveis por Portugal, marcando a sua última presença no jogo Portugal—Bélgica, a 17 de junho de 1951, que terminou com um empate 1-1.